# سیارک ۳۷۷۸۲
سیارک ۳۷۷۸۲ (به انگلیسی: 37782 Jacquespiccard، نامگذاری:1997JP11) سی و هفت هزار و هفتصد و هشتاد و دومین سیارک کشف شده‌است که در ۳ مه ۱۹۹۷ کشف شد.